# Norman Ives
Norman Ives, auch Norman Seaton Ives  (* 23. März 1923 in Colón, Panama; † 2. Februar 1978 in New Haven, Connecticut) war ein US-amerikanischer Grafikdesigner, Künstler, Lehrer und Verleger.

## Leben und Wirken
Norman Ives studierte von 1948 bis 1950 an der Wesleyan University in Connecticut. Sein Lehrer Samuel Green, Leiter der dortigen Kunstabteilung, machte ihn mit den Bereichen Typografie, Buchbinden, Siebdruck, Radierung und Malerei vertraut. Ives’ Arbeiten aus dieser Studienzeit – darunter illustrierte Bücher, die von ihm entworfen, gedruckt und gebunden wurden – zeigen Einflüsse von Künstlern wie Jean Arp, Paul Klee und Joan Miró.

### Yale University School of Art
1950 wechselte Ives an die Yale University School of Art. Josef Albers, ehemaliger Bauhaus-Student und -Lehrer, war gerade als Leiter des Art-Departments an die Yale University gekommen. Er sollte die Yale University School of Art in eine neue, moderne Richtung führen. Albers holte seinen Kollegen Alvin Lustig vom Black Mountain College ins Team, der zusammen mit Herbert Matter, Alexey Brodovitch, Lester Beale, Bradbury Thompson und Paul Rand das Lehrpersonal der neuen Grafikdesignklasse bildete. 1952, in seinem Abschlussjahr, wurde Norman Ives von Alvin Eisenman, dem Leiter der Abteilung für Grafikdesign, eingeladen, der Fakultät beizutreten. 1974 wurde er zum Professor für Grafikdesign berufen. Ives unterrichtete von 1952 bis zu seinem Tod 1978 an der Yale University School of Art.
In Yale begann Ives sich mit der Collagetechnik zu beschäftigen. Als Student und Dozent hatte er Zugang zur Druckerei und zu einer Korrekturpresse. Die Werkstatt verfügte über eine Sammlung großer Holzlettern. Ives druckte das komplette Alphabet dieser großen Schrift und nutzte die gedruckten Bögen als Material für seine Collagen. Seine Kompositionen aus gleich großen quadratischen Buchstabenfragmenten klebte er präzise in einem definierten Raster. Der Einfluss der Zürcher Schule der Konkreten um Max Bill, Verena Loewensberg und Richard Paul Lohse ist deutlich sichtbar. Sein Collage-Stil, den er in Yale entwickelte und der sowohl von Lustigs abstrakten typografischen Kompositionen als auch von Albers’ Theorien zur Farbinteraktion beeinflusst wurde, sollte seine künstlerische Karriere fortan prägen.

### Grafikdesigner und Künstler
Mitte der 1950er Jahre arbeitete Ives mit Herbert Matter an zahlreichen Designprojekten, darunter Arbeiten für die New Haven Railroad und den US-amerikanischen Büromöbelhersteller Knoll International. In den späten 1950er Jahren entwarf er Kataloge für Ausstellungen des Museum of Modern Art mit renommierten Künstlern wie Jackson Pollock und Pablo Picasso.
In den 1950er Jahren begann die Zusammenarbeit mit dem Bostoner Architekt William Riseman. Ives und Riseman erstellten ein umfassendes Designprogramm für drei Fast-Food-Restaurants in Boston. Ives’ Aufgabe war die Gestaltung des gesamten Dekors, der Logos, der Speisekarten und der Wände.
In den frühen 1960er Jahren beauftragte Paul Rudolph, Leiter der Architekturabteilung von Yale, Ives, sein erstes Wandbild für einen nicht kommerziellen, kunstbezogenen Raum zu erstellen, das Kunst- und Architekturgebäude von Yale. Ives’ Wandmalereien und Relief, seine raumgreifenden Werke für Banken, Schulen, Restaurants und Theater, gestaltete er aus Buchstabenfragmenten in seinem Collage-Stil.

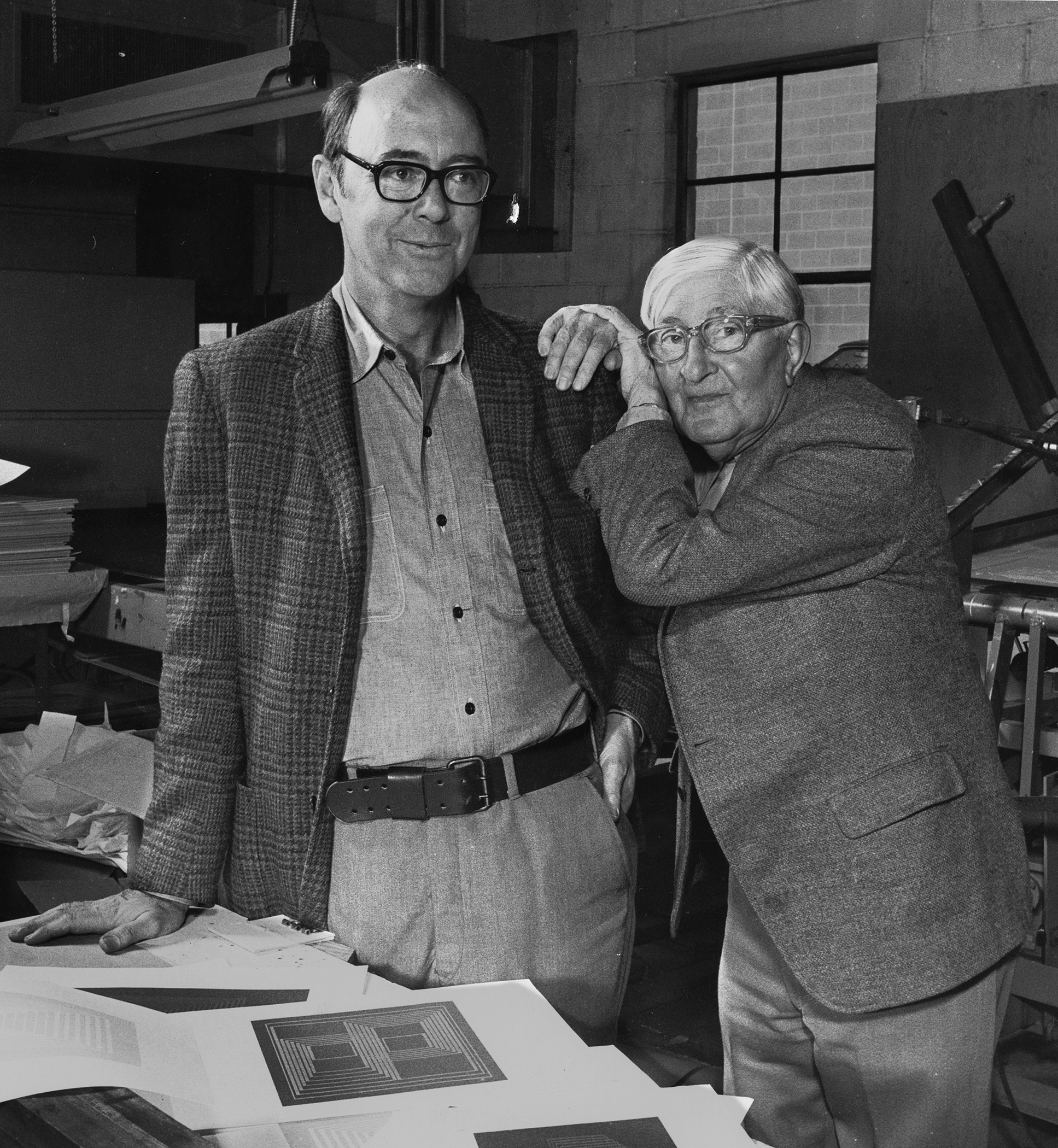
Norman Ives (links) und Josef Albers, 1972

Zwei Ereignisse veranschaulichen die Spannbreite, in der Norman Ives künstlerisch-gestalterisch tätig war. 1967 wurde sein 2,44 × 2,44 m großes Gemälde „Number 3-L“ für die Annual Exhibition of Contemporary American Painting des Whitney Museum of American Art ausgewählt. Im selben Jahr war er auch als Grafikdesigner in der Ausstellung „3 Graphic Designers“ des Museum of Modern Art vertreten.

### Ives-Sillman, Inc.
1958 gründete Norman Ives zusammen mit seinem Yale-Kollegen Sewell Sillman das Verlagsunternehmen Ives-Sillman, Inc. in New Haven, Connecticut. Ihre erste Veröffentlichung war die Mappe „Hommage to the Square“, zehn Siebdrucke, die auf den Gemälden von Josef Albers basierten. Es folgten die beiden Publikationen von Albers „Interaction of Color“ (1963) und „Formulation: Articulation“ (1972) zusammen mit der Yale University Press. In den nächsten 15 Jahren veröffentlichte das Duo Bücher und Mappen von Künstlern wie Dieter Roth, Walker Evans, Piet Mondrian, Anni Albers, Ad Reinhardt, Herbert Matter, Jean Dubuffet, Willem de Kooning und Romare Bearden.
Norman Ives lehrte auch am Royal College of Art in London (1963), an der University of Hawaii (1964) und an der Rhode Island School of Design in Providence (1960–1962 und 1965–1968).
1967 wurde er in die Alliance Graphique Internationale aufgenommen.
Norman Seaton Ives starb am 2. Februar 1978 an Lungenkrebs im St. Raphael’s Hospital in New Haven.

## Ausstellungen
- 1967: 3 Graphic Designers. Norman Ives, Massimo Vignelli and Almir Mavignier, Museum of Modern Art, New York
- 1967: Annual Exhibition of Contemporary American Painting. Whitney Museum of American Art
- 1977: Norman Ives: Selections. Neuberger Museum of Art, New York[4]
- 1978: Marilyn Pearl Gallery, New York
- 1988: Madison Gallery, Connecticut
- 2016: Rochester Institute of Technology’s University and Bevier Galleries
- 2022: Norman Ives: Constructions & Reconstructions. Lyman Allyn Art Museum, New London